# Konrad Friedrich Ludwig Beckhaus
Conrad Friedrich Ludwig Beckhaus (o Konrad) ( 1821 - 1890) fue un zoólogo, botánico, micólogo, briólogo, teólogo, y profesor alemán.
Comenzó estudios de teología en las Universidades de Halle, Tübinga y en la de Berlín. En 1847 se convirtió en pastor asistente y rector de la Escuela pública de Höxter, donde se hizo cargo en 1851, y de la oficina de la Parroquia de San Kiliani de la ciudad de Höxter en 1857, y de la Superintendencia de la diócesis de Paderborn.
Además de sus obligaciones sacerdotales, fue un florista de renombre internacional y micólogo. Fue considerado en su tiempo como el mejor juez de la flora de Westfalia, en particular, de musgos y hongos. También un profundo conocedor de la fauna de mariposas de Westfalia.

## Algunas publicaciones
- 1855. Beiträge zur Kryptogamenflora Westfalens. - Jahresber. Naturhist. Vereins Preuss. Rheinl. 12: 64-78
- 1859. Nachträge und Bemerkungen zu Karsch, Flora westphal. - Verh. Naturhist. Vereins Preuss. Rheinl. 16: 48-65
- 1881. Mitteilungen aus dem Provinzial-Herbarium. - Jahres-Ber. Westfäl. Prov.-Vereins Wiss. 9: 104-111
- 1882a. Repertorium über die phytologische Erforschung der Provinz im Jahr 1881. - Jahres-Ber. Westfäl. Prov.-Vereins Wiss. 10: 93-106
- 1882b. Mitteilungen aus dem Provinzial-Herbarium. - Jahres-Ber. Westfäl. Prov.-Vereins Wiss. 10: 110-116
- 1882c. Notizen aus dem Echterling'schen Herbar zu der Ordnung Copositae. - Jahres-Ber. Westfäl. Prov.-Vereins Wiss. 10: 116-117
- 1883a. Repertorium über die phytologische Erforschung der Provinz im Jahr 1882. - Jahres-Ber. Westfäl. Prov.-Vereins Wiss. 11: 79-87
- 1883b. Mitteilungen aus dem Provinzial-Herbarium. - Jahres-Ber. Westfäl. Prov.-Vereins Wiss. 10: 88-95
- 1884a. Repertorium über die phytologische Erforschung der Provinz. - Jahres-Ber. Westfäl. Prov.-Vereins Wiss. 12: 104-111
- 1884b. Mitteilungen aus dem Provinzial-Herbarium. - Jahres-Ber. Westfäl. Prov.-Vereins Wiss. 12: 111-125
- 1886a. Mitteilungen aus dem Provinzial-Herbarium. - Jahres-Ber. Westfäl. Prov.-Vereins Wiss. 14: 105-118
- 1886b. Beiträge zur weiteren Erforschung der Phanerogamen-Flora Westfalens. - Jahres-Ber. Westfäl. Prov.-Vereins Wiss. 14: 119-123
- 1887. Westfälische Rosen. - Jahres-Ber. Westfäl. Prov.-Vereins Wiss. 15: 114-126
- 1889. Geographische Übersicht der Flora Westfalens. - Jahres-Ber. Westfäl. Prov.-Vereins Wiss. 17: 120-130
- 1892. Das Evangelium von der Vergebung der Sünden. Ein Jahrgang Predigten. 547 pp. Bertelsmann Gütersloh
- 1893. Flora von Westfalen. Die in der Provinz von Westfalen wild wachsenden Gefäßpflanzen. – Münster

## Honores

### Epónimos
- (Asteraceae) Hieracium beckhausii (Gottschl.) Büscher & G.H.Loos[2]

- (Onagraceae) Epilobium beckhausii Hausskn.[3]

- (Rubiaceae) Galium beckhausianum G.H.Loos[4]

- La abreviatura «Beckh.» se emplea para indicar a Konrad Friedrich Ludwig Beckhaus como autoridad en la descripción y clasificación científica de los vegetales.[5]

## Abreviatura (zoología)
La abreviatura Beckhaus  se emplea para indicar a Konrad Friedrich Ludwig Beckhaus como autoridad en la descripción y taxonomía en zoología.

## Fuente
- Grumman, V. 1974. Biographisch-bibliographisches Handbuch der Lichenologie p. 5
- Petri, W. 1976. Superintendent Konrad Beckhaus [1821-1890], sein Wirken in Höxter und seine Bedeutung. Jahrbuch für Westfälische Kirchengeschichte (69): 151-164
- Gehring, H. 1992. Konrad Beckhaus, ein Mann der Kirche und ihrer Diakonie; 1821 – 1890